# 黎玉
黎玉（1906年—1986年），原名李兴唐，山西省崞县（今原平市）陈赵野庄（今东野庄村）人。抗日战争时期山东抗日根据地的主要创始人和领导人之一，中华人民共和国政府官员。

## 生平
1926年9月加入中国共产党。1936年，中央北方局派往山东担任中共山东省委书记。1938年任中共中央山东分局副书记（郭洪涛为书记）、八路军山东纵队政委、山东分局代理书记。1942年，担任山东军区政委。1943年改山东省战时行政委员会主任委员。1945年8月13日，在山东莒南担任中共领导下的山东省政府首任主席。1946年，担任新四军兼山东军区副政委、山东野战军政委，主持华东局工作。1947年1月，饶漱石结束军调处任务回到山东，黎玉改任华东军区副政委。中共中央华东局副书记。
1947年2月1日，中央发出《迎接中国革命的新高潮》的党内指示，指出：因为没有放手发动群众，以致没收和分配土地都不彻底，引起群众不满意。在这些地方必须认真检查，实行填平补齐，务使无地和少地的农民都能获得土地，而豪绅恶霸分子则必须受到惩罚。在实现“耕者有其田”的全部过程中，必须坚决联合中农，绝对不允许侵犯中农利益（包括富裕中农在内），如有侵犯中农利益的事，必须赔偿道歉。1947年4月底，华东局根据对前段土改的情况了解，发出《关于贯彻土改复查的指示》，进一步指出：土地改革与土改复查，为当前一切工作的中心环节，是一切工作的基础；土地改革与土改复查的基本方针，是使无地和少地的农民得到足够耕种的土地，在经济上、政治上使农民自己成为真正的主人；土改复查的任务，是彻底摧毁封建势力，克服土地分配不公现象，团结90％以上的农民。1947年7月，华东局在诸城寿塔寺召开扩大会议，对山东省政府主席，华东局副书记、新四军兼山东军区副政委黎玉等以土改中推行“富农路线”的错误进行了批判。会后，华东局于1947年7月7日发出《关于山东土改复查的新指示》。认为山东土改“采取了与中央完全相反的方针路线来作为土改的指导原则”，“土改方针上的非阶级路线；执行方法上的非群众路线；领导上的自满自足放松土改”，宣布停止省政府土地法令的执行，重新作了13条规定，提出“必须在土改过程中完成改造党、改造干部、改造作风的艰巨任务”。 通过土改后期的复查运动，对错划成分的中农以及对某些地主照顾过多的偏向作了纠正，从而确立了政策界线，极大地孤立了地主阶级，争取和团结了中农。1947年夏天，华东局搬到渤海区，华东局领导舒同、张鼎丞，华东局社会部长梁国斌到各地检查镇反工作时，认为渤海区的工作右倾，一是土改政策右了，二是锄奸政策右了，给区党委集体警告处分。1947年10月30日，华东局召开了驻渤海区各机关部门的高级干部会议，形成了《关于贯彻高干会议精神及具体执行三大方案的决定》，要求结合土改和三查三整(查阶级、查工作、查斗志、整顿组织、整顿思想、整顿作风)开展整党运动，反对贪污浪费，反对山头主义、本位主义、官僚主义，并肃清地主富农思想，落实“三大方案”（即精简编制、调整供给、清理资财）同步进行的；整党由华东局副书记兼秘书长邓子恢主持。中共中央工作委员会派康生带领工作团1947年10月30日由阜平动身，1947年11月5日到达渤海区参加整党，带的土改工作团包括于光远、凌云、史敬棠、曾彦修、高文华、杨之华、张琴秋、徐冰、张晓梅、毛岸英（化名“杨永福”）。康生首次露面讲话是1947年11月25日。
胶东区党委书记兼胶东军区暨第九纵队政委林浩（调到华东局政策研究室任研究员）、胶东行署主任曹漫之、渤海区党委书记兼渤海军区政委暨第十纵队政委景晓村、渤海区党委副书记王卓如、渤海行署主任李人风、渤海区公安局长李震（调华东局社会部，解放后任铁道部副部长）等高级干部受其牵连。1948年12月，华东局召开扩大会议，形成了《关于克服党内无纪律无政府状态加强纪律性的决议》。《决议》对黎玉作了处理，认为黎玉犯了“地方主义”、“山头主义”、“富农路线”、“宣传个人”等错误。《决议》指出：“黎玉同志错误主要的表现是：（一）违反中央决定，拒绝正确领导，以代表山东自居，将自己所领导的地区视为一个独立国的地方主义。（二）非阶级的建党路线及在组织上领导关系上干部政策上的宗派主义山头主义。（三）自满自足，自以为是，个人领导，独断专行，重视个人，散布个人高出于党的宣传和影响，表现出严重的无组织无纪律状态。”1949年3月5日至13日，中共七届二中全会在河北省平山县西柏坡村召开。会议通过了关于"黎玉问题"的决议，认定了黎玉所犯错误。
1949年5月，中国人民解放军攻占上海。黎玉随华东局调任上海，任华东军政委员会委员、中共上海市委秘书长等职务。
1950年6月中共七届三中全会被撤销候补中央委员。1951年9月，上海市人民政府成立市政建设委员会，黎玉任主任。1952年2月29日，撤消上海市委秘书长等职务，降为上海市委劳动工资处处长。1953年，黎玉调任政务院财政经济委员会工作。1954年，担任中华人民共和国第一机械工业部副部长。1959年，任农业机械部副部长。以及第八机械工业部第一常务副部长、党组副书记等职务。1978年任第1机械工业部顾问。
1984年，黎玉和林浩就1948年12月华东局扩大会议《关于克服党内无纪律无政府状态加强纪律性的决议》中，有关他们的错误问题，向中央提出申诉，要求中共中央查清问题，还历史以本来面目。1986年3月13日，中共中央撤消中共中央华东局1948年的结论，对黎玉予以平反，恢复政治名誉。1986年5月30日病逝于北京。2012年，中共上海市委作出《关于撤销在“三反”运动中给予黎玉同志撤销职务处分决定的批复》，撤消1952年2月29日中共上海市委关于给予黎玉撤消职务处分的决定，恢复政治名誉。